# Gnathia ubatuba
Gnathia ubatuba är en kräftdjursart som beskrevs av Pires 1996. Gnathia ubatuba ingår i släktet Gnathia och familjen Gnathiidae. Inga underarter finns listade i Catalogue of Life.